# كأس بلغاريا 1955
كأس بلغاريا 1955 (بالبلغارية: Купа на Съветската армия 1955)‏ هو موسم من كأس بلغاريا. أشرف على تنظيمه اتحاد بلغاريا لكرة القدم، وفاز فيه سسكا صوفيا.